# Halové mistrovství Evropy v atletice 2009 – pětiboj žen
Pětiboj žen na halovém mistrovství Evropy v atletice 2009 se konal v italském Turíně ve dnech 6. března až 8. března 2009; dějištěm soutěže byla hala Oval Lingotto. Ve finálovém běhu zvítězila reprezentantka Ruska Anna Bogdanovová.
| Umístění         | Sportovec               | 60 m př.       | Výška             | Koule            | Dálka           | 800 m            | Výkon      |
| ---------------- | ----------------------- | -------------- | ----------------- | ---------------- | --------------- | ---------------- | ---------- |
| Zlatá medaile    | Anna Bogdanovová        | 8,19 (1086) PB | 1,86 m (1054) =PB | 14,83 m (850) PB | 6,39 m (972)    | 2:21,84 (799)    | 4 761 b    |
| Stříbrná medaile | Jolanda Keizerová       | 8,66 (982)     | 1,83 m (1016) PB  | 15,46 m (892) PB | 6,20 m (912) PB | 2:18,63 (842) PB | 4 644 b PB |
| Bronzová medaile | Antoinette Djimouová    | 8,38 (1044)    | 1,77 m (941) PB   | 14,16 m (805)    | 6,44 m (988) PB | 2:18,80 (840) PB | 4 618 b PB |
| 4.               | Olga Kurbanová          | 8,31           | 1,74 m            | 14,07 m          | 6,14 m          | 2:12,95          | 4 576 b    |
| 5.               | Karolina Tymińská       | 8,62           | 1,71 m            | 14,25 m          | 6,22 m          | 2:10,69          | 4 542 b    |
| 6.               | Viktorija Žemaitytė     | 8,77           | 1,86 m            | 14,39 m          | 6,13 m          | 2:22,29          | 4 516 b PB |
| 7.               | Christine Schulzová     | 8,51           | 1,77 m            | 14,43 m          | 5,96 m          | 2:18,45          | 4 461 b    |
| 8.               | Yvonne Wisseová         | 8,35           | 1,71 m            | 12,73 m          | 6,02 m          | 2:12,80          | 4 406 b    |
| 9.               | Francesca Doveriová     | 8,43           | 1,71 m            | 12,24 m          | 6,24 m          | 2:15,62          | 4 384 b    |
| 10.              | Denisa Rosolová         | 8,35 (1050)    | 1,74 m (903)      | 11,74 m (644)    | 6,27 m (934)    | 2:18,18 (848)    | 4 379 b    |
| 11.              | Kamila Chudziková       | 8,43           | 1,71 m            | 13,60 m          | 6,08 m          | 2:23,07          | 4 322 b    |
| 12.              | Sonja Kesselschlägerová | 8,51           | 1,68 m            | 14,03 m          | 6,01 m          | 2:19,75          | 4 321 b    |
| 13.              | Kaie Kandová            | 8,56           | 1,80 m            | 13,04 m          | NM              | 2:11,80          | 3 650 b    |
| 14.              | Aiga Grabusteová        | DNF            | 1,74 m            | 13,74 m          | 6,23 m          | DNF              | 2 601 b    |
| -                | María Peinado           | 8,65           | 1,62 m            | 13,34 m          | 5,83 m          | DNF              | DNF        |